# Andrée Rosier
Pour les articles homonymes, voir Rosier (homonymie).
Andrée Rosier, née le 20 novembre 1978 à Bayonne, est une chef cuisinière française, Meilleur ouvrier de France (première femme à accéder à ce titre) et une étoile au Guide Michelin pour son restaurant Les Rosiers.

## Carrière
Issue d'une famille d'agriculteurs du Pays basque, Andrée Rosier se passionne dès l'enfance pour la cuisine. Elle commence en 1994 une formation hôtelière à Biarritz et après son baccalauréat, commence sa carrière en 1998 comme commis de cuisine au restaurant Villa Eugénie de l'Hôtel du Palais à Biarritz. Elle poursuit en 2000, toujours en tant que commis de cuisine, au restaurant trois étoiles Louis XV à Monaco chez Alain Ducasse. Elle devient ensuite chef de partie en 2001 au restaurant La Chèvre d'Or à Èze (Alpes-Maritimes) chez le chef deux étoiles Philippe Labbé, puis de 2004 à 2008, elle est engagée en tant que sous-chef du restaurant L'Hippocampe de l'Hôtel du Palais à Biarritz, chez le chef Jean-Marie Gautier,.
En 2007, à seulement 28 ans, Andrée Rosier devient la première femme à obtenir le titre de Meilleur ouvrier de France,,.
En 2008, elle ouvre son propre restaurant Les Rosiers situé à Biarritz, où elle travaille avec son mari Stéphane. Le restaurant obtient sa première étoile Michelin en 2009.
Andrée Rosier a de plus reçu la Légion d'honneur début 2019.

## Distinctions
- Chevalière de la Légion d'honneur (2019)
- Officier de l'ordre national du Mérite (promue le 15 mai 2025 ; faite chevalier le 2 novembre 2009[8])
- Officière de l'ordre des Arts et des Lettres (2023)